# Yazid Oulab
Yazid Oulab est un plasticien algérien né à Sedrata le 20 novembre 1958.
Il vit et travaille à Marseille depuis 1988.

## Biographie

### Enfance et jeunesse
Yazid Oulab est né à Sedrata le 20 novembre 1958, d'un père mécanicien et d'une mère professeur de français. Il est le neveu de l'écrivain Kateb Yacine et le cousin de l'acteur Reda Kateb. Durant son adolescence, il se rend souvent chez son oncle grâce auquel il découvre différents milieux artistiques. En 1979, il est admis à l'École supérieure des beaux-arts d'Alger où il étudie pendant 6 ans. Diplômé en 1985, il part en 1988 pour Marseille et entre à l'École supérieure d'art et de design Marseille-Méditerranée. Il y obtient le diplôme national supérieur d'expression plastique en 1992. Afin de financer ses études, il travaille sur les chantiers comme maçon. Cette expérience professionnelle influence sa pratique artistique. « Mon travail, c'est ma biographie. Mon père est ouvrier et ma mère est une intellectuelle. Moi, je suis le résultat des deux. À la base de mon travail, il y a l'outil de l'ouvrier, puis il y a la réflexion, l'esprit et donc la connaissance. »

## Œuvre

### Démarche artistique
Yazid Oulab utilise différents modes d'expression artistique : le dessin , la sculpture, la vidéo et la photographie. À travers ses œuvres et ses installations, l'artiste construit et expose des œuvres iconographiques influencées par ses origines familiales et culturelles et par ses expériences professionnelles et personnelles : des objets de la vie quotidienne (jarres, balances, caisses, tapis…), d'autres liés au sacré (bâtons d'encens, couteau du sacrifice…) ou des outils utilisés dans les métiers du bâtiment qu'il a pratiqués pour financer ses études (truelle, crayon de charpentier, échafaudages…).
En mars 2007 par exemple, il fait construire un échafaudage de 12 mètres de hauteur et 33 mètres de longueur dans le désert algérien. Le montage dure une semaine et ne reste en place seulement que 24 heures. L'artiste prend une série de sept photographies pour en garder la trace.
Il réside à l’Atelier Calder à Saché de février à juillet 2009,.

### Thématique
Yazid Oulab sonde les thèmes du lien social et de la transmission à travers la réalisation d'œuvres polysémiques qui mêlent tout à la fois le monde du travail et celui de la pensée. Ses œuvres permettent de découvrir et de comprendre la vie de l'artiste et son cheminement personnel. Elles questionnent sur le sens de la vie, la place de la religion dans l'histoire du monde, celle de la famille, de l'origine sociale et culturelle dans la construction de la personnalité.

### Influences
Yazid Oulab s'inspire du soufisme dans ses créations artistiques, ce qui leur donne un contenu marqué par la spiritualité. On y retrouve aussi des souvenirs de son arrivée en France, des influences de la condition ouvrière, des inspirations liées à la sexualité ou au psychisme. « Tout mon travail est une réflexion politique sur la mémoire tronquée de l'Algérie dont le passé culturel et philosophique est occulté, comme si tout avait commencé avec la guerre d'Algérie. Je veux montrer que d'autres racines nous nourrissent. »

## Expositions
Yazid Oulab expose depuis le début des années 1980 des deux côtés de la mer Méditerranée, mais aussi à Ankara, à Dubaï et à New York. Il a participé à de nombreuses expositions dans de grandes institutions comme le Centre Georges Pompidou, le Grand Palais à Paris, le musée des Abattoirs à Toulouse, le musée d'Art moderne Grand-Duc Jean à Luxembourg, ou le musée national d'Art contemporain de Bucarest.
- 2017 : L'espace de la Pensée, Espace Art absolument, Paris.
- 2015 : Portée, Selma Feriani Gallery, Tunis, Tunisie[16].
- 2014 : Survivances, Caroline Pagès Gallery, Lisbonne.
- 2013 : Noyau cosmique, galerie Éric Dupont, Paris.
- 2013 : Fonds régional d'Art contemporain (FRAC), Marseille[7],[17].
- 2012 : Trait papier, musée des Beaux-Arts de La Chaux-de-Fonds, Suisse.
- 2012 : Traits d'Union, musée national de Sanaa, Yémen.
- 2012 : Eclats du monde, musée de la Chartreuse, Dubaï.
- 2012 : L'ère du graphite, galerie Éric Dupont, Paris.
- 2011 : L'âge du graphite, Maison Salvan, Labège, France[18].
- 2011 : L’art comme plaisir au quotidien, Bourg-en-Bresse, France.
- 2011 : Le moins du monde, FRAC Lorraine, Metz, France.
- 2011 : Small, Medium, Large, Donjon de Vez, France.
- 2011 : Architectures/Utopie/Dessins, CRG Gallery, New York, États-Unis.
- 2011 : Tenir debout, musée des Beaux-Arts de Valenciennes, France.
- 2010 : oyons voir, Art Contemporain et Territoire, domaine de Saint-Ser, Puyloubier.
- 2010 : galerie Eric Dupont, Paris ; Tailler la montagne, ESAC, Pau.
- 2010 : Les Afrique autrement, Maison des arts, Bagneux, France.
- 2010 : Des intrus au musée, musée d'Art et d'Histoire, Chinon, France.
- 2010 :vSans crayon sans gomme, galerie des Grands Bains-Douches de la Plaine, Marseille, France.
- 2009: Atelier Calder, artiste résident de février à juillet, Saché (Touraine)[19] ; Maison Max Ernst, Huismes ; église Saint Nicolas, Travant ; Le lien, Centre d'art contemporain, Saint-Restitut.
- 2009 : Nous, vous, ils ou elles, FRAC Picardie, Amiens, France.
- 2009 : Traversées, Espace Nihon Keizai Shimbun, Japon.
- 2009 : Out of storage II, Rythmes, musée d'Art moderne Grand-Duc Jean, Luxembourg.
- 2008 : Traces du Sacré, musée national d'Art moderne, Paris, France[20].
- 2008 : Traces du Sucré, Haus der Kunst, Munich, Allemagne.
- 2008 : galerie Éric Dupont, Paris.
- 2008 : Cent, galerie Defrost, Paris, France.
- 2008 : (A)pesanteur, FRAC Lorraine, Metz, France.
- 2008 : Machines à rêve, passage de Retz, Paris, France.
- 2008 : palais de la Culture, Alger, Algérie.
- 2007 : galerie Éric Dupont, Paris.
- 2007 : The Troubled Waters of Permeability, Parker’s Box, New York, États-Unis.
- 2005 : À Fleur de peau, galerie Éric Dupont, Paris, France.
- 2004 : Percussions graphiques[Où ?].
- 2004 : Voyage d’artistes, Espace Electra, Paris, France.
- 2003 : musée archéologique, Istres, France.
- 2003 : galerie Martagon, Malaucène ; Le Rectangle, Lyon, France.
- 2002 : galerie du Tableau, Marseille, France.
- 2000 : médiathèque de Miramas, France.
- 1998 : château de Servière, Marseille, France.
- 1997 : Cultures et Entreprises, école des beaux-arts, Aix-en-Provence, France.
- 1997 : galerie du Tableau, Marseille, France.
- 1995 : Les Effets du voyage, palais de la Culture, Le Mans, France.
- 1987 : Biennale d’Ankara, Turquie.